# Kanthaugen Freestyleanlegg
Die Kanthaugen Freestyleanlegg (englisch Kanthaugen Freestyle Arena) ist eine Sportstätte für Freestyle-Skiing und Snowboardwettbewerbe in Lillehammer.
Die Anlage wurde für die Olympischen Winterspiele 1994 errichtet und 1992 eröffnet. Die Anlage besteht aus einer Buckelpiste, sowie jeweils einer Fläche für Aerialswettbewerbe und einer für Skiballett. An der Buckelpiste können bis zu 12.000 Zuschauer Platz einnehmen, während die beiden anderen Wettkampfbereiche eine Kapazität von 15.000 Personen haben. 1993 und 1995 war die Anlage Austragungsort des Freestyle-Skiing-Weltcup. Während den Olympischen Jugend-Winterspielen 2016 fanden auf der Anlage neben dem Freestyle-Skiing auch die Snowboardwettkämpfe der Spiele statt. Die Arena ist Teil des Lillehammer Olympiapark und befindet sich neben dem Skisprungschanze Lysgårdsbakken.